# 中津川公園
中津川公園（なかつがわこうえん）は、岐阜県中津川市にある都市公園（運動公園）である。

## 概要
1990年代から整備が進められ、2009年（平成21年）にスケートパークが完成したことにより全ての施設が完成している。
有料の施設（運動施設）として、中津川公園競技場、中津川公園多目的グラウンド、中津川公園野球場、中津川公園テニスコート、中津川公園スケートパーク、東美濃ふれあいセンターがある。これらの運動施設は指定管理者制度が導入されており、NPO法人中津川市体育協会が管理運営する。
園内には広さ約12,600㎡の多目的芝生広場、遊具広場（ローラー滑り台、大型総合遊具、幼児用総合遊具、ロープウェイ、スプリング遊具）がある。
中津川公園と隣接する中津川中核工業団地は、1905年（明治38年）から1945年（昭和20年）まで陸軍の演習場（実弾発砲場）が存在した。このこともあり平和を願うための平和祈念コーナーがあり、モニュメントとして「戦後50年記念モニュメント」「平和の誓」「核兵器廃絶都市宣言搭」が設置され、被爆アオギリ二世が植樹されている。

## 運動施設概要
有料。事前予約が必要（スケートパークは当日申し込み可）。

### 中津川公園競技場
- 1998年（平成10年）5月完成。
- 3種公認陸上競技場である。

### 中津川公園多目的グラウンド
- 中津川公園多目的広場とも称す。
- 夜間照明設備を有し、サッカー場1面、ソフトボール場2面、少年野球場2面の広さがある。

### 中津川公園野球場
- 愛称は夜明け前スタジアム。2007年（平成19年）完成。中津川公園野球場を参照。

### 東美濃ふれあいセンター
- 2000年（平成12年）3月完成。
- 屋内体育施設と文化施設の複合施設。東美濃ふれあいセンターを参照。

### 中津川公園テニスコート
- 砂入り人工芝テニスコートが10面あり、そのうち5面は夜間照明設備が設置されている。

### 中津川公園スケートパーク
- 2009年（平成21年）4月完成。
- スケートボード、BMX、インラインスケート等の専用コート。
- 開設時は無料施設であったが、2020年（令和2年）10月からスポーツ施設に変更され、有料施設となっている。

## 所在地
- 岐阜県中津川市茄子川1683-797

## 利用案内

### 開園時間
- 多目的芝生広場、遊具広場、スケートパークは9：00から17：00。
- 夜間照明のある運動施設は9：00から21：00。但し、季節による変更などあり。

### 休園日
- 有料施設（競技場、多目的グラウンド、野球場、テニスコート、スケートパーク、東美濃ふれあいセンター）は毎週火曜日、年末年始（12月27日～1月5日）。

## 交通アクセス
- JR中央本線「美乃坂本駅」より約3㎞。
- 中央自動車道 中津川ICより約3.5㎞。